# Архиепархия Бейрута и Библа
Архиепархия Бейрута и Библа (лат. Archidioecesis Berytensis et Gibailensis Graecorum Melkitarum) — архиепархия Мелькитской католической церкви с центром в городе Бейрут, столице Ливана. В митрополию Бейрута и Библа входит только архиепархия Бейрута и Библа. Кафедральный собор архиепархии — церковь святого Илии.

## История
Епархия Бейрута Антиохийского патриархата возникла в IV веке. После Халкидонского собора она была возведена в ранг архиепархии. В 1724 году от архиепархии Бейрута отделилась грекокатолическая общиина. Большое значение в распространении католицизма среди восточных христиан Ливана сыграл католический монашеский орден василиан, монахом которого был будущий Патриарх Мелькитской католической церкви епископ Бейрута Афанасий Дахан. Его преемник Василий Елгаф построил в 1784 году на территории василианского монастыря кафедральный собор святого Илии. 
16 августа 1881 года мелькитская архиепархия Бейрута была переименована в архиепархию Бейрута и Библа.

## Мелькитские архиепископы Бейрута
- Феодосий Дахан (1736—1761), избран патриархом (Феодосий V)
- Basile Jelghaf (1763 — † 1778)
- Игнатий Сарруф (1778 — 21.02.1812), избран патриархом (Игнатий IV)
- Théodose Badra (1814 — † 2.11.1822)
- Ignace Flavianos Dahan (1822 — † 1828)
- Agapios Riachi (20.04.1828 — † 1878)
- Melezio Fakkak (9.08.1881 — † 14.07.1904)
- Attanasio Melegro Savoya (декабрь 1904 — † 6.04.1919)
- Basilio Cattan (11.02.1921 — 5.08.1933)
- Максим Сайех (30.08.1933 — 30.10.1947), избран патриархом (Максим IV); с 1965 года — кардинал
- Philippe Nabaa (17.09.1948 — † 1967)
- Grégoire Haddad (9.09.1968 — 19.08.1975)
- Habib Bacha (23.08.1975 — † 23.11.1999)
- Joseph Kallas (15.01.2000 — 25.05.2010)
- Cyrille Salim Bustros (с 15 июня 2011 года)

## Источник
- Annuario Pontificio, Libreria Editrice Vaticana, Città del Vaticano, 2003, ISBN 88-209-7422-3